# 1910-es argentin labdarúgó-bajnokság (első osztály)
Az 1910-es Primera División volt a 19. alkalommal megrendezett, legmagasabb szintű labdarúgó-bajnokság Argentínában.
A címvédő az Alumni volt. A bajnokságot újra az Alumni csapata nyerte meg, a bajnokság történetében kilencedjére.

## Tabella
| Hely. | Csapat                  | M  | Gy | D | V  | G+ | G– | Gk  | P  | Továbbjutás vagy kiesés |
| ----- | ----------------------- | -- | -- | - | -- | -- | -- | --- | -- | ----------------------- |
| 1.    | Alumni (B)              | 16 | 10 | 5 | 1  | 42 | 13 | +29 | 25 | Bajnokcsapat            |
| 2.    | Porteño                 | 16 | 8  | 5 | 3  | 33 | 25 | +8  | 21 |                         |
| 3.    | Belgrano                | 16 | 8  | 3 | 5  | 42 | 24 | +18 | 19 |                         |
| 4.    | Estudiantes (BA)        | 16 | 8  | 3 | 5  | 33 | 29 | +4  | 19 |                         |
| 5.    | San Isidro              | 16 | 6  | 6 | 4  | 30 | 27 | +3  | 18 |                         |
| 6.    | Gimnasia y Esgrima (BA) | 16 | 5  | 5 | 6  | 29 | 25 | +4  | 15 |                         |
| 7.    | River Plate             | 16 | 4  | 4 | 8  | 27 | 37 | −10 | 12 |                         |
| 8.    | Quilmes                 | 16 | 2  | 4 | 10 | 24 | 52 | −28 | 8  |                         |
| 9.    | Argentino (Q) (K)       | 16 | 2  | 3 | 11 | 21 | 49 | −28 | 7  | Kiesett                 |